# Beckeriella
Beckeriella Williston, 1897, è un genere di insetti della famiglia degli Ephydridae (Diptera: Schizophora). Le conoscenze relative alla biologia di alcune specie di Beckeriella e dell'affine Gastrops fanno ritenere che le larve di questi efidridi abbiano relazioni trofiche di parassitismo o predazione oofaga con diverse specie di anuri tropicali.

## Descrizione
Gli adulti hanno corpo lungo 2,5-5,5 mm, più o meno scuro, con addome spesso lucente anche con riflessi metallici.
Il capo ha fronte con profilo rettangolare, faccia concava, clipeo largo ma stretto in altezza e in parte fuso con le gene, occhi ben sviluppati. Antenne moderatamente lunghe, con pedicello privo di setola dorsale, primo flagellomero oblungo, ad apice ottuso, diretto in avanti o pendulo, arista lunga e pettinata, portante una serie di 6-12 peli dorsali. Setole fronto-orbitali due, entrambe proclinate, generalmente solo l'anteriore ben sviluppata, setole ocellari e verticali esterne ben sviluppate, verticale interna più debole o ridotta, pseudopostocellari assenti o fortemente ridotte. La faccia è glabra, ma ai margini presenta due paia di setole facciali diseguali. Le gene sono provviste di una setola ben sviluppata.
Il torace è generalmente scuro, con scutello piatto e rettangolare o trapezoidale. setole acrosticali non sviluppate, costituite da peli allineati su due serie, dorsocentrali anch'esse poco sviluppate, ad eccezione delle posteriori, inserite leggermente più all'esterno rispetto alle altre, sopralari assenti, una sola postalare, omerali numerose ma non sviluppate, notopleurali una o due, subeguali, scutellari ben sviluppate solo nel paio apicale. Anepisterno e katepisterno entrambi provvisti di una setola.
Ali più o meno pigmentate, con membrana uniformemente scura o maculata. La venatura riprende sostanzialmente quella della generalità della famiglia, con ridotto sviluppo delle nervature posteriori (anale e cubitale CuA2 rudimentali, cellula cup aperta, cellula discale fusa con la seconda basale), con subcosta incompleta e costa con due fratture. La costa si estende fino alla terminazione della media, secondo e terzo ramo della radio e media con percorsi sinuosi. Il carattere più evidente è la conformazione del secondo ramo della radio (R2+3), il cui tratto terminale subisce una brusca deviazione per confluire sul margine anteriore. La stessa vena presenta spesso un moncone subterminale.
Zampe moderatamente lunghe, con femori anteriori e posteriori spesso ingrossati, femori provvisti di numerose setole lunghe, rispettivamente nella faccia ventrale degli anteriori e in quella dorsale dei medi.
L'addome è fortemente convesso, con tergiti a margini laterali netti. Il tegumento è glabro o tomentoso. Il secondo tergite è cosparso di setole.

## Sistematica
Descritto alla fine del XIX secolo, il genere Beckeriella era storicamente incluso nella sottofamiglia Parydrinae. Attualmente è incluso nella tribù dei Gastropini, insieme al genere Gastrops, collocata nella sottofamiglia Gymnomyzinae.
Il genere comprende 15 specie:
- Beckeriella bispinosa (Fabricius, 1805) (=Ephydra bispinosa Thomson, 1869)
- Beckeriella clypeata Lizarralde de Grosso, 1986
- Beckeriella fasciata Mathis & Grimaldi, 2000
- Beckeriella filipina Lizarralde de Grosso, 1994
- Beckeriella gigas Lizarralde de Grosso, 1986
- Beckeriella longiventris Lizarralde de Grosso, 1991
- Beckeriella maculata Mathis & Grimaldi, 2000
- Beckeriella magnicornis Cresson, 1934
- Beckeriella niger (Williston, 1897) (=Gastrops niger Williston, 1897 ?)
- Beckeriella paragigas Lizarralde de Grosso, 1991
- Beckeriella parapendicornis Lizarralde de Grosso, 1992
- Beckeriella pendicornis Cresson, 1934
- Beckeriella pseudoclypeata Lizarralde de Grosso, 1991
- Beckeriella schildi Cresson, 1934
- Beckeriella wirthi Lizarralde de Grosso, 1998

### La specieniger
In letteratura ricorrono riferimenti più o meno dettagliati a due specie appartenenti alla tribù dei Gastropini: Beckeriella niger (Williston, 1897) e Gastrops niger Williston, 1897, soprattutto nell'ambito di studi di erpetologia. Entrambe le specie sono segnalate come predatrici oofaghe di alcune specie di rane. Le trattazioni specifiche, ricorrenti in sedi separate, lasciano presupporre che si tratti di riferimenti ad un'unica specie. Va anche considerato che il nome di B. niger, con l'indicazione dell'autore fra parentesi, deriva da una ridenominazione, secondo gli standard del Codice Internazionale di Nomenclatura Zoologica, di una specie classificata da Williston nel 1897.
Williston definì entrambi i generi della tribù Gastropini, ovvero Beckeriella e Gastrops. L'istituzione di Beckeriella come nuovo genere era contestuale alla descrizione di un esemplare di Beckeriella bispinosa, come nuova denominazione di Ephydra bispinosa Thomson, 1869. Gastrops fu invece istituito come nuovo genere monotipico in relazione alla descrizione di venti esemplari di una nuova specie, Gastrops niger. L'assenza di qualsiasi riferimento ad altre specie con la denominazione niger avvalorerebbe l'ipotesi che Gastrops niger sia stato effettivamente riclassificato nel genere Beckeriella con conseguente ridenominazione.
L'aspetto enigmatico della questione consiste nell'assenza, in letteratura, di una formale riclassificazione della specie originariamente definita da Williston. Il BioSystematic Database of World Diptera non riporta alcun riferimento a Beckeriella niger, mentre segnala come nome valido Gastrops niger.
L'unica segnalazione di Gastrops niger come parassita larvale di uova di rana si deve a Bokermann (1957), secondo il quale, le larve si svilupperebbero sulle uova di Physalaemus cuvieri (Anura: Leptodactylidae). In seguito, i riferimenti a questa specie si limitano a citazioni del contributo di Bokerman. In particolare, un esame critico si deve a Villa et al. (1982), i quali sottolineano la scarsità di informazioni sulla biologia delle specie del genere Gastrops. G. niger è messo in relazione ad un'altra specie, Gastrops willistoni Cresson, 1914, specie con comportamento analogo: sulla base delle poche note ritrovate in letteratura  (Wirth, 1958; Lacey, 1979) e di alcune indagini condotte direttamente, gli Autori sottolineano l'insufficienza di prove solide sull'effettiva identificazione dei Gastrops associati alle rane.
Più recenti sono invece i riferimenti all'associazione trofica di Beckeriella niger con varie specie di anuri, ma la letteratura si basa fondamentalmente sul lavoro di due erpetologi brasiliani, Menin & Giaretta (2003). L'adozione del nome Beckeriella niger, in questo contesto, non sarebbe perciò esaustiva dal punto di vista tassonomico. Fra le pubblicazioni di erpetologia che fanno riferimento agli efidridi va citato anche un testo di Wells (2007), il quale cita Bokermann (1957) e Menin & Giarretta (2003) associandoli al medesimo contesto, ovvero la parassitizzazione di ovature di Physalaemus cuvieri da parte dell'efidride Beckeriella niger. Va ricordato che l'efidride segnalato da Bokermann non era B. niger bensì Gastrops niger. Questo fatto avvalorerebbe l'ipotesi che, in ambito erpetologico, Gastrops e Beckeriella niger siano effettivamente identificate nella stessa specie.
La nomenclatura adottata dagli erpetologi potrebbe generare dubbi, in merito alla pertinenza del nome Beckeriella niger, tuttavia sono significative alcune segnalazioni fatte da specialisti in materia di filogenesi e tassonomia degli Efidridi, nella fattispecie Mathis (National Museum of Natural History, Smithsonian Institution), Lizarralde de Grosso (Instituto Superior de Entomología, Università Nazionale di Tucumán) e Stark (Università della Città di New York e American Museum of Natural History).
In uno studio sugli efidridi delle coste del Belize, Mathis (1997) alimenta lo stato di incertezza relativo alla sistematica dei Gastropini: esemplari di G. niger sono stati ritrovati in più occasioni in alcune isole di questa regione, ma l'Autore ha espresso perplessità a causa della mancata documentazione sulla presenza di anfibi nello stesso habitat. Mathis cita i precedenti lavori di Bokerman (1957), Lacey (1979) e Villa (1980), in merito all'associazione di G. niger con le rane, e giunge alla duplice conclusione che la relazione trofica possa essere di tipo facoltativo e che, in ogni modo, le informazioni in possesso sono insoddisfacenti e che sarebbe necessario un approfondimento degli studi relativi a questo genere.
L'entomologa argentina, citando Lacey (1979) e Villa (1980), fa un riferimento generico all'attività predatoria di Beckeriella niger sulle uova di anfibi, riportando anche una foto dell'adulto. Anche in questo caso, non essendovi nelle pubblicazioni citate riferimenti a B. niger, ci sarebbe un'implicita identificazione di Gastrops niger con Beckeriella niger.
Stark, infine, in una pagina di presentazione personale presso il sito Web dell'American Museum of Natural History definisce il genere Beckeriella come apparentemente parassita delle rane, facendo probabilmente riferimento a B. niger.
In conclusione, è possibile che l'implicita identificazione fra le due specie in assenza di una formale revisione si debba ad un lavoro non ancora pubblicato in corso dalla fine degli anni novanta: Mathis & Grimaldi (2000) segnalavano, a seguito di comunicazioni personali da parte degli interessati, l'esistenza di studi in corso, condotti da Lizarralde de Grosso e da Stark, sulla filogenesi dei Gastropini e sulle implicazioni tassonomiche relative a Gastrops e Beckeriella. Lo stato di provvisorietà della sistematica dei Gastropini permane immutato a distanza di un decennio, come si evince dal curriculum vitae di Stark.

## Distribuzione
Il genere era ritenuto esclusivo della regione neotropicale fino agli anni novanta, quando Lizarralde de Grosso (1994) descrisse una nuova specie presente nelle Filippine. Questo contributo, di fatto, apriva uno stato di incertezza non risolto sulla reale distribuzione del genere, in quanto la ripartizione dell'areale fra il Neotropico e l'Indomalesia costituisce un fatto singolare, almeno nell'ambito degli Efidridi. Mathis & Grimaldi (2000) hanno ampliato le conoscenze con l'inserimento di due nuove specie afrotropicali ritrovate in Madagascar, rafforzando il concetto di una distribuzione pantropicale. Gli stessi Autori considerano tuttavia anomala questa distribuzione, in quanto non vi sarebbero sufficienti elementi per spiegare la presenza esclusiva nel Madagascar e l'assenza nel resto della regione afrotropicale. D'altra parte, le conoscenze relative a Beckeriella sono ritenute incomplete a causa dell'esistenza di numerosi esemplari attribuibili a questo genere ma ancora privi di descrizione e, quindi, effettiva classificazione.
La maggior parte delle specie conosciute ha distribuzione neotropicale, con areali che si estendono dall'America centrale all'Argentina. Fanno eccezione B. filipinica, descritta da Lizarralde de Grosso e presente nelle Filippine, e le due specie afrotropicali, Beckeriella maculata e Beckeriella fasciata descritte da Mathis & Grimaldi.

## Fossili
In letteratura, Beckeriella è uno dei pochi generi degli Efidridi comprendente esemplari di specie fossili e l'unico di cui si hanno reperti inclusi nell'ambra. La Beckeriella fossile, come gli altri efidridi, è priva di descrizione e non è pertanto classificata. Inclusa nell'ambra dominicana, la sua origine risalirebbe ad un periodo compreso fra l'Oligocene e il Miocene.